# Konrad I. (Polen)

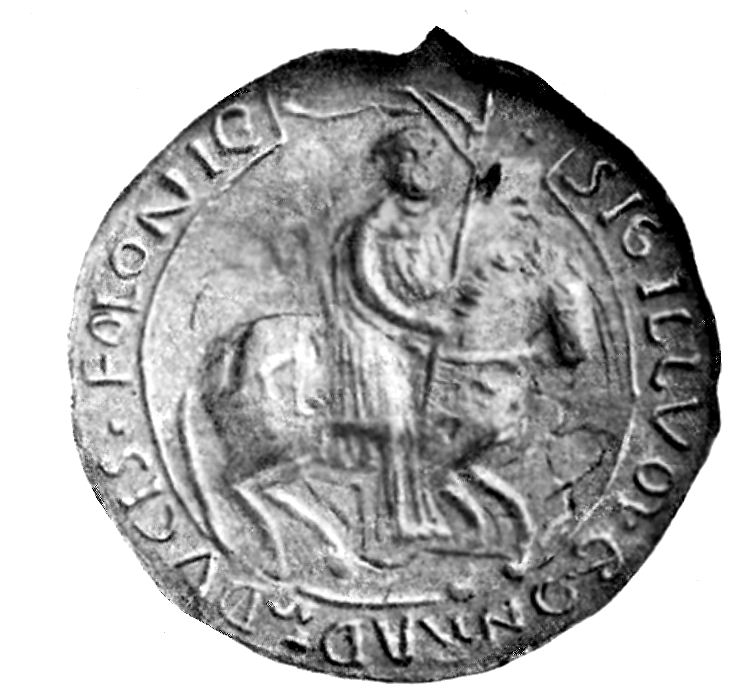
Das Siegel von Herzog Konrad

Konrad von Masowien (polnisch Konrad I Mazowiecki, lateinisch Conradus; * 1187 oder 1188; † 31. August 1247) war ab 1199, als Konrad I., Herzog in Masowien, ab 1202 Herzog in Kujawien, Sieradz und Łęczyca, sowie 1229–1232 und 1241–1243 Seniorherzog von Polen. Sein Vater war Kasimir der Gerechte, dessen Eltern hießen Bolesław III. Schiefmund und Salome von Berg-Schelklingen.
Herzog Konrad entstammte der Dynastie der Piasten.

## Konrad und der Deutsche Orden
Seit etwa 1220 versuchte Konrad, die nördlich seiner polnischen Teilherzogtümer wohnenden Prußen zu unterwerfen und gewaltsam zu christianisieren. Die Prußen schlugen jedoch zurück, und es entwickelte sich ein jahrelanger Krieg, in dessen Verlauf die Prußen das slawische Kulmerland verwüsteten und sogar den masowischen Bischofssitz Płock bedrohten.
Konrad bat den Deutschen Orden um Unterstützung. Dieser hatte  1211–1225 erfolgreich in Transsilvanien gegen das heidnische Turkvolk der Kumanen gekämpft, war dann aber vom ungarischen König Andreas II. aus dem dabei eroberten Burzenland vertrieben worden. Nach solchen schlechten Erfahrungen mit einheimischen Herrschern lehnte der Orden zunächst zweimal ab, obwohl er eine neue Aufgabe brauchte.
Der König von Sizilien und Römische Kaiser Friedrich II. hatte dem Papst einen Kreuzzug versprochen, pflegte aber gute und lukrative Beziehungen zu den islamischen Reichen an Süd- und Ostküste des Mittelmeers, gegen die er daher ungern Krieg führen wollte. Einen Ausweg konnte da ein Krieg gegen die Heiden an der Ostsee bieten. Ohne eine Einigung zwischen Herzog Konrad und dem Orden abzuwarten, versprach der Staufer 1226 in der Goldbulle von Rimini dem Orden Unterstützung für einen Krieg gegen die Prußen und unterstelle gleichzeitig alle zu erobernden Gebiete der Lehenshoheit des Reiches.
Der zwischenzeitlich von dem Bischof Christian von Preußen und Konrad initiierte Orden von Dobrin (lateinisch fratres militiae Christi in Prussia ‚Brüder des Ritterdienstes Christi in Preußen‘) erlitt 1228 eine vernichtende Niederlage gegen die Prußen. Daraufhin bewog Konrad den Deutschen Orden mit einem äußerst großzügigen Angebot zum Eingreifen gegen die Prußen. Er überließ ihm im Vertrag von Kruschwitz 1230 als Operationsbasis einen Teil seines Hoheitsgebietes, das Kulmerland, das der Orden im Erfolgsfall „auf ewige Zeit“ als Geschenk (nicht nur als Lehen) behalten dürfe. Die Abtretung so ausgedehnten polnischen Territoriums machte Konrad allerdings von der Zustimmung seiner Erben und der übrigen Mitglieder der Piastendynastie abhängig, die dann aber wohl doch nicht eingeholt wurde (Vgl. Arbeit von Gerhard Labuda). Außer dem Kulmerland überließ Konrad in dem Vertrag dem Orden die auf dem linken Weichselufer gelegenen Burgen Nessau (Nieszawa) und Vogelsang. Die Besitzübertragungen wurden umgehend vom Papst bestätigt.
Im Frühjahr 1231 sammelte Landmeister Hermann von Balk sich mit einer kleinen Streitmacht bei Vogelsang in der Nähe von Nessau, setzte über die Weichsel und errichtete noch im selben Jahr beim späteren Thorn im Kulmerland eine erste Burg.
Papst Gregor IX. dessen Patrimonium Petri zwischen dem Römischen Reich im Norden und dem Königreich Sizilien lag, wollte einen Machtzuwachs Friedrichs II. verhindern und ordnete am 3. August 1234 in der Bulle von Rieti an, dass der Deutsche Orden mit seinen Erwerbungen an der unteren Weichsel keiner weltlichen Macht unterstehen durfte.
In den ersten Jahren wurden die Feldzüge der Ordensritter immer wieder durch Truppen Konrad von Masowiens und der anderen polnischen Teilfürsten unterstützt. 1234 wurde der unbedeutende Kreuzritterorden „Brüder von Dobrin“ in den Deutschritterorden integriert, 1235 übernahm der Deutsche Orden mit Erlaubnis des Papstes auch offiziell die Burg Dobrin. 1237 ging der Schwertbrüderorden im Deutschen Orden auf.

## Interpretationen
Max Perlbach bezweifelte die Echtheit des Vertrages von Kruschwitz. In jüngerer Zeit wurde erwogen, die Goldbulle von Rimini könne vordatiert sein, also erst später erstellt, als im Wortlaut angegeben. Der polnische Historiker Tomasz Jasiński datiert die Goldbulle von Rimini in das Jahr 1235. Hierbei stützt sich Jasiński auf Wortlaute, die 1226 noch von niemandem verwendet wurden.

## Familie
Konrad war mit Agafia von Ruthenien verheiratet und hatte mit ihr die Kinder:
- Bolesław I. – Herzog von Masowien
- Kasimir I. – Herzog von Kujawien, Vater von Leszek dem Schwarzen und Władysław I. Ellenlang
- Siemowit I. – Herzog von Masowien
- Eudoxia von Masowien – Ehefrau von Dietrich I von Brehna und Wettin
- Ludmila – Norbertanerin in Płock
- Siemomysłe
- Salomea – Klarissin in Skała
- Judith von Masowien – Ehefrau von Mieszka II. dem Dicken und Heinrich III. dem Weißen
- Dubrawka von Masowien – Ehefrau von Wasylko Romanowitsch, Fürst von Wolhynien
- Mieszko – jung verstorben